# Assa
Assa (in arabo آس‎?; in berbero: ⴰⵙⵙⴰ, nella quale significa "oggi") è una città nel Marocco, nella provincia di Assa-Zag, nella regione di Guelmim-Oued Noun.